# Ascesa e caduta della città di Mahagonny
(Jim Mahoney)
Ascesa e caduta della città di Mahagonny (Aufstieg und Fall der Stadt Mahagonny) è un'opera musicale teatrale nata dalla collaborazione tra il drammaturgo Bertolt Brecht ed il musicista Kurt Weill; la sua prima rappresentazione avvenne all'Opera di Lipsia nel marzo 1930; l'opera fu poi ripresa a Berlino nel dicembre dell'anno successivo.
L'impianto musicale fa frequenti ricorsi al concertato ed al corale. Non mancano le arie ed i tratti lirici (anche se limitati).

## Trama

### Caratteristiche generali
In modo talvolta tortuoso, dilatato e volutamente esagerato, si racconta l'intera storia di una città in cui tutto è permesso grazie al denaro: nella visione degli autori si tratta di un'occasione per denunciare le degenerazione della società del tempo, ma anche preannunciare la società consumistica del XXI secolo. I numeri musicali sono separati tra loro e corrispondono a 21 scene autonome, spesso inframmezzate da parti recitate; caratteristica tipica del teatro Brechtiano è l'utilizzo di cartelli che illustrano l'andamento della trama. Nelle regie più recenti, essi possono essere sostituiti da un dicitore/narratore.

### Atto I
Da un autocarro in panne nel deserto escono due lestofanti, l'inetto Fatty e il nerboruto Moses, inseguiti dalla polizia dopo una rapina. Mentre discutono sul da farsi, dall'autocarro esce una donna, la loro complice Begbick: ella, più furba dei due compagni, suggerisce di fermarsi nel punto esatto in cui si trovano, dove, coi proventi della rapina, fonderanno una città di nome Mahagonny; in essa il vizio la farà da padrone, in modo da attirare gli incauti che cercano irragionevolmente la gioia. La voce della fondazione di questa nuova incredibile città si diffonde rapidamente, grazie ad una pressante rèclame effettuata da Fatty e Moses, ma orchestrata da Begbick.
Tra le prime persone a giungere a Mahagonny c'è un gruppo di ragazze in cerca di amore e denaro, capeggiate dalla disinibita Jenny, che in una ammiccante canzone rivela di venire dall'Alabama. Più in là arrivano anche Jim, Jack, Bill e Joe, quattro tagliaboschi reduci da sette inverni di duro lavoro in Alaska, grazie al quale hanno guadagnato moltissimo denaro. I quattro sono però sorpresi dalla partenza di alcuni cittadini, delusi dalla loro permanenza a Mahagonny; per irretirli, Begbick abbassa la lista dei prezzi dell'alcool e assegna a ciascuno una compagna. Jim sceglie Jenny: la donna si adopera per soddisfare ogni suo desiderio, arrivando a pettinarsi secondo i suoi gusti o indossare biancheria intima a comando; quando, tuttavia, lui le chiede quali siano i suoi desideri, lei dice di non averne nessuno.
Passa del tempo, e l'abbassamento dei prezzi dell'alcool causa una pesantissima crisi finanziara dilaga a Mahagonny, che si svuota rapidamente dei suoi abitanti. Begbick, ormai disillusa, suggerisce di tornare alla civiltà, ma Fatty e Moses le ricordano che questo vorrebbe dire finire in carcere. I tre si accordano allora per instaurare una politica di austerità, che colpisce in particolar modo i quattro nuovi arrivati. A differenza dei colleghi, che si adattano senza problemi al nuovo regime, Jim si rende conto che le privazioni adesso imposte sono pari al duro lavoro in Alaska, e grida a Begbick che Mahagonny non potrà mai rendere davvero felici gli uomini. Il suo sfogo è però interrotto da una notizia terribile: un violento uragano sta avanzando verso Mahagonny, distruggendo tutto ciò che incontra sul suo cammino. L'angoscia dei cittadini permette a Jim di perorare la causa della totale anarchia: così come le forze della natura agiscono senza alcuna legge né criterio, tutti gli abitanti di Mahagonny potranno abbandonarsi agli eccessi.

### Atto II
Un altoparlante annuncia i disastri provocati dall'uragano alle città limitrofe. All'ultimo istante, tuttavia, il tifone devia e risparmia Mahagonny; l'insurrezione di Jim (accolta positivamente anche da Begbick) fa però sì che gli abitanti si abbandonino agli eccessi più sfrenati. Quattro sono in particolare i gozzovigli più richiesti: il cibo, il sesso, la violenza e l'alcool. Ciascuno di questi eccessi, però, nuoce irrimediabilmente a Jim: durante un'abbuffata, Jack si ingozza fino alla morte; nel mezzo di un'orgia, poi, Jenny riflette con lui su quanto l'amore sia inutile, rimanendo con lui per convenzione ma decidendo di accoppiarsi con altri uomini. Nel frattempo Joe sfida Moses a un incontro di boxe, decisamente impari vista la stazza dell'avversario: infatti il boscaiolo viene ucciso con un K.O.. Jim, che preso dalla smania aveva scommesso tutti i suoi averi sulla vittoria dell'amico, rimane povero in canna.
Per scrollarsi di dosso questi dispiaceri, Jim offre un giro di whisky a tutti i presenti, e ubriaco salta sul tavolo da biliardo immaginandosi a bordo di un battello che veleggia verso l'Alaska con Jenny e Bill, il solo amico che gli sia rimasto. Quando Begbick gli chiede di saldare il conto, Jim dichiara di non avere più denaro: Moses lo accusa allora della colpa più grave di cui ci si possa macchiare a Mahagonny, l'insolvenza. Poiché nessuno, a cominciare da Jenny e Bill, è disposto a sanare i suoi debiti, Jim viene arrestato e incriminato.

### Atto III
Incatenato, Jim spera ingenuamente che la notte non termini mai, poiché col mattino arriverà il giudizio. Il processo appare come una grottesca festa, di cui Moses vende i biglietti a caro prezzo prima di assumere il ruolo di pubblico ministero, mentre Begbick è il presidente di giuria e Fatty avvocato difensore di un certo Tobby Higgins, reo di aver ucciso volontariamente una persona facendo passare il delitto come un incidente. Fatty invita la vittima a risorgere dai morti per testimoniare contro di lui, ma ovviamente ciò non accade; Toby è quindi libero di corrompere giudice e giuria, e di conseguenza Begbick archivia il caso senza condannarlo.
Viene quindi discusso il caso di Jim. L'uomo chiede nuovamente aiuto a Bill, facendo leva sul ricordo dei bei tempi in Alaska, ma questi rifiuta, limitandosi a fargli da avvocato. Moses accusa quindi Jim di di aver incitato Joe al combattimento dove ha trovato la morte, di aver sedotto Jenny (che si presenta come querelante) allo scopo di invitarla a prostituirsi e per aver sobillato la folla a ribellarsi la notte del tifone. Billy ribatte che, commettendo quest'ultimo crimine, Jim ha messo a nudo la fragilità delle leggi di Mahagonny, e chiede conto di chi abbia materialmente ucciso Joe (domanda alla quale Moses non risponde). Per questi reati, in ogni caso, Jim sarebbe condannato a pene risibili, ma non c'è arringa che tenga contro l'accusa principale contro di lui: non aver pagato un conto. Jenny e Bill voltano definitivamente le spalle a Jim: con rabbia e indignazione Begbick, Fatty e Moses lo condannano quindi alla sedia elettrica.
La condanna di Jim provoca un'inaspettata reazione emotiva nella gente di Mahagonny: molti, disillusi, si chiedono in quale altro posto potranno mai vivere. Intanto Jim saluta teneramente Jenny, che con notevole ipocrisia si dichiara sua vedova, e la affida a Bill. Questi cerca di ritardare l'esecuzione paventando un castigo di Dio; a quel punto Moses si atteggia egli stesso a Dio, accusando i presenti di condotta immorale e destinandoli all'inferno. I cittadini tuttavia gli rispondo che non possono essere mandati all'inferno, perché ci sono già. Jim, intanto, chiede solo un bicchiere d'acqua come ultimo desiderio, ma gli viene rifiutato: poco dopo muore sulla sedia elettrica.
Dopo la morte di Jim, l'aumento dell'ostilità tra le varie fazioni della città causa la caduta di Mahagonny. Mentre la città brucia sullo sfondo, Jenny e le altre ragazze portano in processione i vestiti di Jim, e Bill con altri uomini trasporta il suo corpo. Anche Begbick, Fatty e Moses si uniscono alla processione, mentre l'opera termina nel caos.

## Poetica e Stile
Aufstieg und Fall der Stadt Mahagonny rappresenta il secondo capolavoro del sodalizio che legò l'autore teatrale Brecht al musicista Weill alla fine degli anni venti (dopo Dreigroschenoper, 1928).

L'intera vicenda si svolge in un'ambientazione allucinata al di fuori di qualsiasi contesto chiaramente identificabile, come a voler rappresentare la solitudine esteriore ed interiore dei personaggi. Lo stesso Brecht ammonisce chiaramente in partitura: 
, nonostante l'intero numero 2 e il breve inciso corale che chiude il numero 18 siano scritti in lingua inglese.
Non mancano tuttavia riferimenti ed ammiccamenti sottili: la stessa parola Mahagon significa un colore brunetto, come il Mogano (legno), molto simile a quello delle camicie naziste (che Brecht conobbe a Monaco di Baviera alcuni anni prima). La parola Netzestadt, pronunciata nel prologo da Begbick e praticamente intraducibile dal tedesco, significa qualcosa come città-rete per pesci incauti (non mancano infatti riferimenti agli animali acquatici, come pescicani).
Il colore dell'opera è generalmente sombre, apparentemente pacato, allusivo e sottile. Vi sono poche eccezioni di sorta, distinguibili in due categorie:
- La prima rappresenta momenti di particolare concitazione: tra questi, l'acme è data dal monumentale tutti con coro del numero 9, subito seguito dal numero 10 (in cui il tifone è descritto musicalmente con un incredibile fugato); singolare invece la chiusa del numero 11, nonché del primo atto, con il coro dei bassi e il disegno cromatico dei violini nel registro acuto, subito dopo il molto agitato in 3/4. Altro momento di particolare tensione il numero 18 (il Processo), nonché tutta la seconda parte del numero 20, il finale dell'opera in cui sull'eterno disegno puntato dell'orchestra vengono ripetuti tutti i temi principali, mentre i personaggi sfilano con una serie di cartelli.
- La seconda categoria rappresenta i momenti di distensione, reale o apparente: dallo sviluppo del numero 2 (Alabama Song), con l'invocazione alla luna dell'Alabama, al recitativo in cui Jenny si presenta (Jenny Hill aus Oklahoma), dal duetto del numero 6 (una delle migliori descrizioni scenico-musicale dell'amore in tutta la storia del teatro lirico) a quello del numero 19 (lo struggente Kraniche-Duett, definitivo addio tra Jim e Jenny), dall'inciso/ricordo di Begbick nel numero 7 (l'amore) ai due incisi/ricordi di Jim nei numeri 15 e 18 (l'amicizia virile rinsaldata dai sette inverni d'Alaska).

Diverse situazioni sono il numero 13, con la morte di Jack (la calma del motivetto cetra/bandoneón è solo superficiale) e il numero 14, dove sotto l'apparente avvolgenza dei sassofoni si nasconde il dramma della vendita del corpo femminile.
Anche la partitura rispecchia queste tematiche. Vengono spesso usati, se non addirittura amalgamati, i clarinetti e i sassofoni, utilizzati sovente nel loro particolarissimo registro grave: dominano l'intero prologo con Begbick, e molte delle scene cruciali di Jenny. Il flauto, col suo colore acuto e solare, compare invece nei ricordi dell'Alaska da parte di Jim e dei suoi. L'oboe, con il suo timbro lievemente nasale e sofferente, è riserbato al Kraniche-Duett.
In generale, l'impasto elaborato da Weill è completo, in certi casi (l'apertura stessa dell'opera o il numero 15) sfiora l'accademismo. Tra le particolarità dell'orchestrazione, spicca naturalmente la presenza del pianoforte, presenza praticamente fissa e fondamentale: dal semplice raddoppio dei bassi, si passa ad elementi concretamente tematici, come lo straziante motivo del numero 14, che vede il violino e la viola soli associati alle ottave acute del pianoforte nel descrivere la desolazione amorosa delle prostitute e degli uomini in trepidante attesa. Grande importanza è assegnata inoltre alle percussioni, soprattutto da banda: cassa, tamburo e piatti. Infine, la cetra e il bandoneón del numero 13, che rendono ancora più alienante la morte per ingordigia di Jack.

La vera grandezza dell'opera risiede nella sua capacità di anticipare i tempi: di descrivere l'anarchia della società dei consumi, la falsità e l'insita debolezza del sistema capitalista. Tuttavia Brecht, com'è sua consuetudine, non punta il dito, non suggerisce opzioni a scapito di altre: 
La didascalia che precede il numero 5 è chiarissima. Si tratta di un semplice racconto, oltre che di un geniale esempio di teatro politico tedesco.
Eppure, proprio la sua secchezza, la sua immediatezza, permettono al teatro brechtiano di essere letto ad un'infinità di livelli, di apparire un autentico Test di Rorschach in cui ogni persona può mettere le mani ed attingere alla propria immaginazione derivante dalle proprie esperienze di vita.
Con queste premesse, era evidente che l'arte brechtiana non fosse gradita al regime nazista. Tuttavia è doveroso ricordare che anche i socialisti marxisti storsero il naso di fronte al lavoro di Brecht e Weill.
Ancora oggi, Aufstieg und Fall der Stadt Mahagonny non è un'opera di repertorio, neppure in Germania.

## Alcune esecuzioni storiche
- Il 21 dicembre 1931 avviene la prima a Berlino diretto da Alexander von Zemlinsky con la Lenya, il 26 aprile 1932 a Vienna con la Lenya e l'11 dicembre successivo in concerto nel Théâtre des Champs-Élysées di Parigi.
- In Italia la prima di Mahagonny è stata l'8 settembre 1949 al Teatro La Fenice di Venezia con Hilde Güden, Giuseppe Nessi, Angelo Mercuriali e Fernando Corena nella versione di Emilio Castellani (traduttore).
- Nel 1952 va in scena in concerto a New York.
- Nel Regno Unito la première è stata nel 1963 al Sadler's Wells Opera di Londra diretta da Colin Davis.
- Nel 1974 va in scena a New Haven con Kurt Kasznar.
- Nel 1977 va in scena al Komische Oper Berlin.
- Nel 1964 avviene la prima nella Piccola Scala di Milano di Ascesa e rovina della città di Mahagonny nella versione di Fedele D'Amico diretta da Nino Sanzogno con Dino Dondi, Alvinio Misciano, Rolando Panerai, Giorgio Tadeo, Piero De Palma e Mercuriali.
- Nel 1965 va in scena a Stratford (Ontario), nel 1966 a Parigi e nel 1970 in Off-Broadway con Barbara Harris e Lione.
- Nel 1971 avviene la prima nel Teatro Nuovo di Torino diretta da Sanzogno con Misciano, Mercuriali, Dondi, Panerai ed Alfredo Mariotti, nel 1973 nel Teatro Accademia di Conegliano, nel Teatro Verdi (Padova) con Mercuriali, a Mestre, Adria, nel Teatro Sociale (Rovigo) e nel Teatro Malibran di Venezia e nel 1974 all'Università di Yale con Kurt Kasznar.
- Al Metropolitan Opera House di New York avviene la première nel 1979 diretta da James Levine con Teresa Stratas, Astrid Varnay, Cornell MacNeil e Paul Plishka nella versione di David Drew e Michael Geliot e fino al 1995 ha avuto 39 recite.
- Nel 1986 avviene la prima nel Theatre Royal di Glasgow, al King's Theatre di Edimburgo, al His Majesty's Theatre di Aberdeen ed al Theatre Royal di Newcastle per la Scottish Opera.
- Nel 1989 va in scena a Los Angeles diretta da Kent Nagano e nel 1990 la prima nel Teatro Verdi (Firenze) di Aufstieg und Fall der Stadt Mahagonny con Catherine Malfitano.
- All'Opéra National de Paris la prima è stata nel 1995 diretta da Jeffrey Tate, nel 1998 al Festival di Salisburgo con Dame Gwyneth Jones, la Malfitano e Jerry Hadley ed all'Opera di Chicago con la Malfitano ed al Wiener Staatsoper nel 2012.
- Nel 2022 al Teatro Regio di Parma viene proposta nella versione diretta da Henning Brockhaus con le coreografie di Valentina Escobar in una versione considerata fluida, ricca di controscene, quasi cinematografica[1]. La stessa versione viene riproposta nel 2025 al Teatro Petruzzelli di Bari ottenendo molti consensi positivi.

## DVD & BLU-RAY parziale
- Weill: Rise and Fall of the City of Mahagonny - Conlon, McDonald, LuPone, Los Angeles Opera, 2007 EuroArts - Grammy Award al miglior album di musica classica e Grammy Award for Best Opera Recording 2009